# Tamzoura
Tamzoura (în arabă تامزوغة) este o comună din provincia Aïn Témouchent, Algeria.
Populația comunei este de 9.944 de locuitori (2010).